# Glenrock
Glenrock – miasto w Stanach Zjednoczonych, w stanie Wyoming, w hrabstwie Converse.